# غيليس جي. برونيه
غيليس جي. برونيه هو ضابط شرطة كندي، ولد في 1935، وتوفي في 1984.